# Rachad al-Alimi
Rachad al-Alimi (en arabe : رشاد العليمي), né le 15 janvier 1954 à Al-Aloom dans le gouvernorat de Taëz, est un homme d'État yéménite, président du Conseil de direction présidentiel depuis 2022.

## Biographie
Né le 15 janvier 1954 dans le gouvernorat de Taëz, il est le fils du juge Mohammed ben Ali al-Alimi. Il est licencié du collège de Gamal Abdel Nasser de Sanaa en 1969, puis obtient une licence en sciences militaires du Collège de police koweïtien en 1975, et un autre diplôme universitaire en arts à l'université de Sanaa en 1977, puis une maîtrise et un doctorat en sociologie de l'Université Ain Shams en Égypte entre 1984 et 1988.
Membre du Congrès général du peuple, il est ministre de l'Intérieur de 2001 à 2008, puis président du Comité suprême de sécurité et vice-Premier ministre chargé des Affaires de défense et de sécurité en mai 2008. Il est ensuite devenu membre de la Conférence du dialogue national yéménite puis conseiller du président de la République Abdrabbo Mansour Hadi en 2014.
Le 3 juin 2011, lors de la bataille de Sanaa, il est blessé, en compagnie d'Ali Abdallah Saleh lors de l'attaque contre la mosquée présidentielle al-Nahdin.
Depuis 2015, dans le contexte de la guerre civile yéménite, il vit en Arabie saoudite.

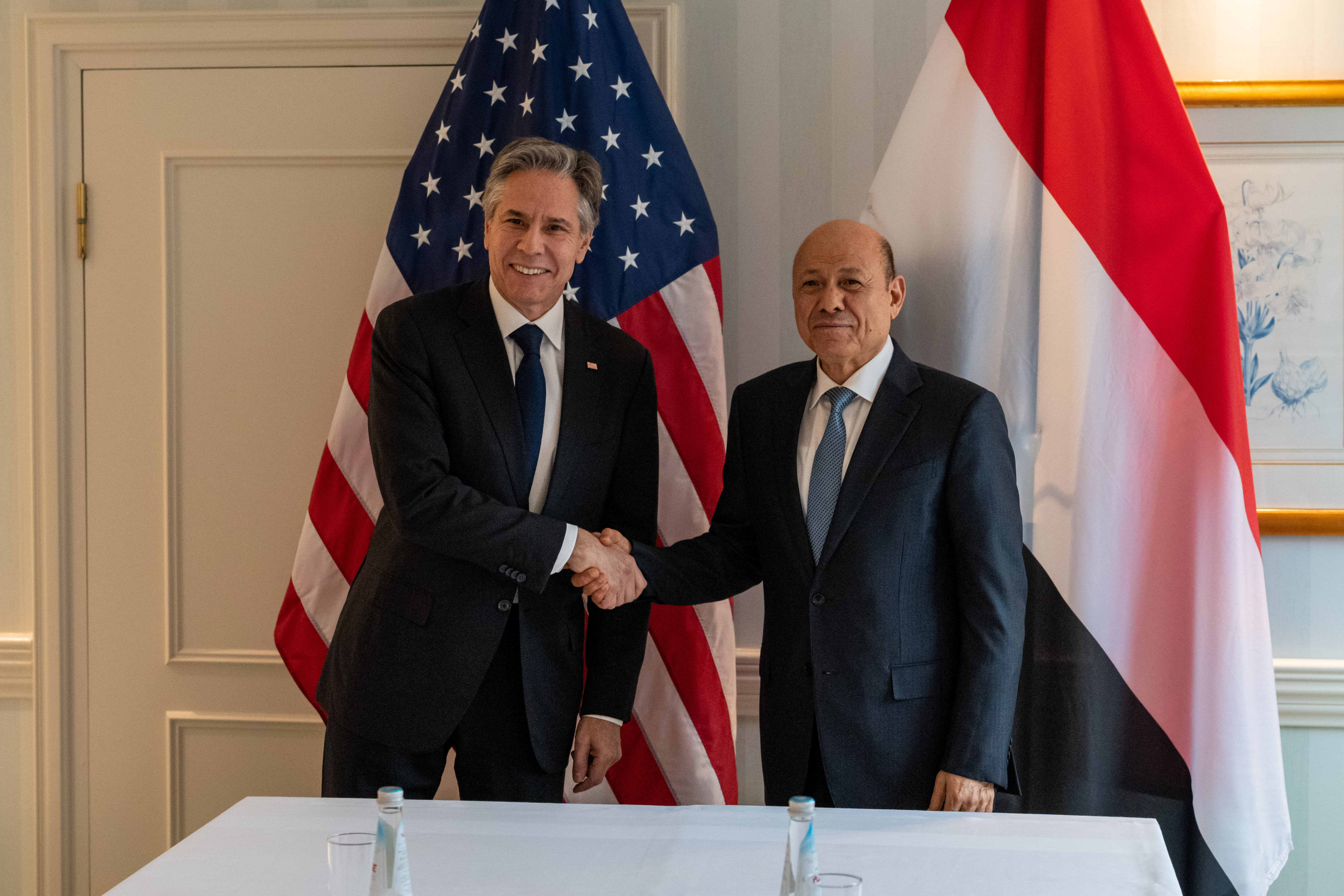
Al-Alimi en compagnie du secrétaire d'État américain Antony Blinken (à gauche)

Le 7 avril 2022, le président Hadi lui transfère les pouvoirs présidentiels et il devient président du Conseil de direction présidentiel.